# 유몽인 선생 묘역
유몽인 선생 묘역은 대한민국 경기도 가평군 가평읍 하색리에 있다. 2017년 8월 21일 가평군의 향토문화재 제14호로 지정되었다.

## 개요
유몽인(柳夢寅)의 자는 응문(應文)이고 호는 어우당(於于堂) 또는 간제(艮齋), 묵호자(默好子)이며, 본관은 고흥(高興)이다.
그는 인조반정 이후 광해군의 복위 음모를 꾸민다는 무고를 당하여 아들 약(瀹)과 함께 사사되었다. 따라서 사후 당시에는 치묘나 일반적인 예장을 갖출 여유가 없었을 것으로 보인다. 다만 근년에 묘를 보수한 흔적이 있는데, 묘비 및 둘레석 등은 묘 보수시의 원형을 상실하여 다만 봉분 2기 와, 문인석 2점, 상석 1점만이 향토문화재 제14호로 지정되었다.
일부 풍수가 들은 이곳을 용묘라고 한다. 용이 나타날 자리라는 것이다.
그는 어우집과 어우야담을 남겼다. 어우집은 평생에 지은 글을 엮은 시문집이고, 야담은 자유롭고 다양한 문체의 설화문학으로 임란이후 백성들에 회자되었던 문학 형식이다. 그는 장자의 우언(寓言)의 형식을 빌어 현실을 비판하기 위하여 어우 야담을 지었다고 한다.
그는 세 번이나 중국사신을 따라 중국에 다녀왔고, 자유주의적 호방한 성향에 문장은 기발하고 간결하였다. 정조조(正祖朝)에 이르러서야 신원(伸寃)되어 이조판서에 추증되었으며, 홍양에 있는 운곡사와 고산에 있는 삼현영당에 제향되어 있으며 시호는 의정(義貞)이다.

## 같이 보기
- 유몽인